# Turbotville
Turbotville es un borough ubicado en el condado de Northumberland en el estado estadounidense de Pensilvania. En el año 2000 tenía una población de 691 habitantes y una densidad poblacional de 592.9 personas por km².

## Geografía
Turbotville se encuentra ubicado en las coordenadas 41°06′09″N 76°46′16″O / 41.10250, -76.77111.

## Demografía
Según la Oficina del Censo en 2000 los ingresos medios por hogar en la localidad eran de $40,221 y los ingresos medios por familia eran $43,750. Los hombres tenían unos ingresos medios de $35,875 frente a los $25,583 para las mujeres. La renta per cápita para la localidad era de $18,401. Alrededor del 3.8% de la población estaba por debajo del umbral de pobreza.